# Thần điêu hiệp lữ
Thần điêu hiệp lữ (giản thể: 神雕侠侣; phồn thể: 神鵰俠侶; bính âm: shén diāo xiá lǔ) hay Thần điêu đại hiệp là một tiểu thuyết võ hiệp của Kim Dung. Tác phẩm được đăng tải lần đầu tiên trên tờ Minh báo vào ngày 20 tháng 5 năm 1959 và được đăng liên tục trong ba năm.
Thần điêu hiệp lữ là phần hai trong bộ Xạ điêu tam bộ khúc. Bối cảnh của Thần điêu hiệp lữ là vào cuối thời Nam Tống, khi quân Mông Cổ đã lớn mạnh, tiêu diệt hầu hết châu Á, châu Âu, đang trực tiếp uy hiếp an nguy của Nam Tống.
Câu chuyện xoay quanh tình yêu của hai nhân vật chính là Dương Quá và Tiểu Long Nữ giữa những cuộc chiến tang thương đẫm máu cả trên giang hồ lẫn chiến trường.
Cũng giống như những tác phẩm khác của Kim Dung, Thần điêu hiệp lữ đã được tác giả chỉnh sửa nhiều lần. Nội dung của bản lưu hành hiện tại có rất nhiều điểm khác biệt so với lần phát hành đầu tiên.

## Các hồi
- Hồi 01: Phong nguyệt vô tình.
- Hồi 02: Con của địch nhân.
- Hồi 03: Cầu sư Chung Nam
- Hồi 04: Môn hạ Toàn Chân
- Hồi 05: Hoạt tử nhân mộ
- Hồi 06: Ngọc nữ tâm kinh
- Hồi 07: Trùng dương di khắc
- Hồi 08: Bạch y thiếu nữ
- Hồi 09: Trăm kế tránh địch
- Hồi 10: Thiếu niên anh hiệp
- Hồi 11: Phong trần khốn đốn
- Hồi 12: Anh hùng đại yến
- Hồi 13: Minh chủ võ lâm
- Hồi 14: Lễ giáo cản ngại
- Hồi 15: Đệ tử Đông Tà
- Hồi 16: Sát phụ thâm cừu
- Hồi 17: Tuyệt Tình cốc
- Hồi 18: Công Tôn cốc chủ
- Hồi 19: Lão phụ địa lao
- Hồi 20: Đại hiệp cứu quốc
- Hồi 21: Ác chiến Tương Dương
- Hồi 22: Nữ hài tội nghiệp
- Hồi 23: Thủ túc tình cừu
- Hồi 24: Ý loạn tình mê
- Hồi 25: Nội ưu ngoại loạn
- Hồi 26: Thần điêu trọng kiếm
- Hồi 27: Đấu trí đấu lực
- Hồi 28: Động phòng hoa chúc
- Hồi 29: Kiếp nạn trùng trùng
- Hồi 30: Ly hợp vô thường
- Hồi 31: Nửa viên linh dược
- Hồi 32: Tình ái là chi?
- Hồi 33: Phong Lăng dạ đàm
- Hồi 34: Bài nan giải hạn
- Hồi 35: Ba mũi kim châm
- Hồi 36: Quà mừng sinh nhật
- Hồi 37: Ân oán ba đời
- Hồi 38: Sinh tử mịt mù
- Hồi 39: Đại chiến Tương Dương
- Hồi 40: Trên đỉnh Hoa Sơn

## Cốt truyện

### Thời niên thiếu của Dương Quá
Lý Mạc Sầu (trong bản đầu tiên có tên là Lý Mạc Thu) tìm cách giết hại gia đình Lục Lập Đỉnh. Nguyên nhân bởi những mối hận tình trong quá khứ của người anh trai ông và chị dâu là Lục Triển Nguyên và Hà Nguyên Quân. Sau đó hai vợ chồng Võ Tam Thông lại đứng ra bảo vệ con gái (Lục Vô Song) và cháu gái (Trình Anh) của Lục Lập Đỉnh, vì Lý Mạc Sầu định giết luôn 2 cô bé, cuộc ẩu đả khiến Lục Vô Song bị thương ở chân. Lúc đó cô bé Quách Phù và Kha Trấn Ác (sư phụ của Quách Tĩnh) trên đường đi tìm tung tích Hoàng Dược Sư khi đi ngang qua Giang Nam cũng ra tay giúp sức đánh Lý Mạc Sầu.
Quách Phù sai đôi chim điêu tấn công Lý Mạc Sầu. Lúc đó thì cậu bé Dương Quá xuất hiện cố gắng giải nguy cho 2 cô bé Trình Anh và Lục Vô Song. Lý Mạc Sầu định phóng ngân châm hạ độc Dương Quá nhưng Hoàng Dược Sư xuất hiện kịp thời nên không thể ra tay hạ Dương Quá, chỉ kịp bắt Lục Vô Song bỏ đi, Hoàng Dược Sư cứu được Trình Anh. Trong lúc đuổi theo Lý Mạc Sầu, Dương Quá do nghịch châm nên đã bị trúng độc. Sau đó Hoàng Dược Sư dắt theo Trình Anh trốn đi trước khi vợ chồng Quách Tĩnh, Hoàng Dung đến làm phiền mình.
Âu Dương Phong xuất hiện, luôn trong tư thế trồng cây chuối vì bị tẩu hỏa nhập ma. Sau khi ép Dương Quá nhận làm cha nuôi, ông cứu chữa, truyền Cáp Mô Công cho cậu bé rồi trốn đi. Sau này, Dương Quá đã gặp lại Âu Dương Phong ở đỉnh Hoa Sơn khi Quách Tĩnh và Hoàng Dung xuất hiện. Hai vợ chồng gặp lại con gái Quách Phù và Kha Trấn Ác rồi họ giúp chữa chạy cho Dương Quá. Dương Quá một mặt theo gia đình Quách Tĩnh - Hoàng Dung, một mặt vẫn bí mật gặp gỡ và giúp đỡ Âu Dương Phong và được ông ta truyền thụ "Cáp mô công" (Một số bản dịch là "Hàm mô công").
Quách Tĩnh - Hoàng Dung đưa Dương Quá và hai người con trai của Võ Tam Thông (tên Võ Tu Văn và Võ Đôn Nho) ra đảo Đào Hoa định cư. Càng lớn, Dương Quá càng giống cha mình (Dương Khang) khiến Hoàng Dung lo sợ lẫn nghi ngờ Dương Quá. Hoàng Dung không truyền thụ võ công cho cậu bé mà chỉ dạy cậu ta sách Luận ngữ và các đạo đức, lễ nghĩa làm người. Trong một lần đánh nhau với anh em họ Võ, Dương Quá sử dụng "Cáp mô công" đả thương 2 anh em, bị Hoàng Dung phát giác. Do sự không hài lòng từ đại sư phụ Kha Trấn Ác, Quách Tĩnh phải đưa Dương Quá rời khỏi đảo. Dương Quá được dẫn lên núi Chung Nam xin gia nhập phái Toàn Chân, mời Triệu Chí Kính làm sư phụ.
Tuy nhiên Dương Quá rất ghét tính nhỏ nhen của Triệu, và Triệu chỉ truyền khẩu quyết chứ không dạy võ công cho Dương Quá. Vì vậy, trong cuộc tỉ thí cuối năm Dương Quá không biết cách thi triển võ công của phái Toàn Chân, và bất đắc dĩ dùng Hàm Mô Công làm bị thương một vài đệ tử lớn hơn. Dương Quá bỏ chạy sang Cổ Mộ và được Tiểu Long Nữ cứu giúp. Lúc này, Tiểu Long Nữ mười tám tuổi, lớn hơn Dương Quá vài tuổi, nên Dương Quá gọi Tiểu Long Nữ là cô cô. Dương Quá được dạy cho các võ công của phái Cổ Mộ, một phái được sáng lập bởi tổ sư bà bà Lâm Triều Anh, người tình xưa của Vương Trùng Dương, với các võ công chuyên khắc chế chiêu thức của phái Toàn Chân.
Một lần khi luyện "Ngọc nữ tâm kinh", vì có hai đạo sĩ là Triệu Chí Kính và Doãn Chí Bình (trong bản hiệu đính năm 2004, được đổi tên thành Chân Chí Bình ) bắt gặp, Tiểu Long Nữ kinh động bị nội thương nghiêm trọng, nguy hại đến tính mạng. Tiểu Long Nữ dọa giết Dương Quá rồi tự sát làm Dương Quá hoảng sợ chạy ra khỏi Cổ Mộ. Bên ngoài, chàng gặp Hồng Lăng Ba, đệ tử thân tín của Lý Mạc Sầu đang đi tìm cổ mộ với sự bí mật theo dõi của sư phụ. Dương Quá đưa Hồng Lăng Ba vào trong Cổ Mộ gặp Tiểu Long Nữ, Lý Mạc Sầu cũng bí mật vào sau.
Bên trong mộ, hai bên giao đấu kịch liệt, và Dương Quá lấp cửa chính của ngôi mộ để cả bốn người cùng bị chôn sống. Sau đó tình cờ Dương Quá phát hiện ra lối ra bí mật khỏi Cổ Mộ dưới một con suối ngầm đằng sau khe núi, nên đã cùng với Tiểu Long Nữ lặn theo dòng suối thoát ra ngoài. Lý Mạc Sầu cùng Hồng Lăng Ba bám theo nhưng vì không biết bơi nên kiệt sức và ngất ở hang. Chàng cũng tình cờ phát hiện ra "Cửu âm chân kinh" viết trên trần hang đá và cùng Tiểu Long Nữ luyện bộ kinh này. Nhờ đó công lực của cả hai tiến bộ vượt trội, đỡ được nhiều đòn hiểm trong lúc đánh nhau với các cao thủ.
Một lần Âu Dương Phong xuất hiện thăm Dương Quá, Tiểu Long Nữ bị điểm huyệt không cử động được. Lợi dụng lúc này, Doãn Chí Bình đã bịt mắt cưỡng bức Tiểu Long Nữ rồi trốn đi, nhưng nàng lại cứ nghĩ đó là Dương Quá nên tự nguyện hiến dâng cơ thể, và say sưa nằm ngủ sau khi Chí Bình đã thỏa mãn, bỏ đi. Dương Quá tạm biệt cha nuôi quay lại chỗ Tiểu Long Nữ. Nàng muốn làm vợ của Dương Quá, nhưng chàng ngẩn ngơ không hiểu đầu đuôi ra sao. Quá chán chường và thất vọng, Tiểu Long Nữ bỏ đi. Dương Quá yêu Tiểu Long Nữ từ đây.

### Rời Cổ Mộ, Dương Quá lưu lạc giang hồ
Dương Quá ban đầu không chịu nhận Tiểu Long Nữ làm vợ vì vẫn còn lo ngại đến đạo lý trong sách Luận Ngữ mà chàng từng học. Ân hận vì người mình yêu đã bỏ đi, Dương Quá lưu lạc khắp Trung Nguyên, đi đâu cũng hỏi thăm xem có ai gặp nàng, sau đó Dương Quá vô tình gặp Lục Vô Song. Do Lục ăn mặc giống Tiểu Long Nữ, chàng cứu Lục thoát khỏi sự truy lùng của nhóm Toàn Chân Giáo và phái Cái Bang. Lục Vô Song kể cho Dương Quá nghe lý do mình bị truy sát, rồi hai người cùng tìm cách chạy trốn khỏi sự truy sát của Lý Mạc Sầu (đã từng là sư phụ của Lục Vô Song).
Trên đường chạy trốn, Dương Quá và Lục Vô Song đã gặp Gia Luật Tề con trai của Gia Luật Sở Tài. Sau đó, Lục Vô Song bị Lý Mạc Sầu bắt đi và tra hỏi về bí kíp Ngũ độc thần chưởng. Trình Anh và Dương Quá liên thủ để cứu Lục Vô Song. Mặc dù liên thủ nhưng hai người vẫn không thắng được Lý Mạc Sầu. Lúc này Gia Luật Tề, cùng cô con gái lớn của Quách Tĩnh là Quách Phù và anh em họ Võ liên tiếp xuất hiện và liên thủ cùng Dương Quá. Lý Mạc Sầu thấy tình thế không xong bèn dùng Băng Phách Ngân Châm phóng về hai anh em họ Võ nhưng hai anh em đã được Dương Quá thông báo trước nên đã tránh kịp ám khí hiểm độc từ Lý Mạc Sầu. Dương Quá vì không muốn gặp Quách Phù nên bỏ đi.

Dương Quá du ngoạn đến Hoa Sơn, chàng gặp Bắc Cái Hồng Thất Công và Tây Độc Âu Dương Phong. Hai người tỉ thí hết chiêu số võ công rồi đến nội lực và kiệt sức. Hồng Thất Công truyền cho Dương Quá chiêu số của Đả cẩu bổng pháp đề thay mặt ông ta thi triển với Âu Dương Phong. Tây Độc cũng chỉ Dương Quá cách phá giải Đả Cẩu Bổng Pháp. 
Dương Quá biểu diễn đến chiêu thứ 36 trong Đả cẩu bổng pháp là Thiên Hạ Vô Cẩu, chiêu thức này làm Tây Độc mất hết một đêm để suy nghĩ cách giải đến đầu bạc trắng. Sau đó Tây Độc nhận ra mình là ai và ông cùng Bắc Cái đã ôm nhau cười to đến chết trên đỉnh Hoa Sơn.  Dương Quá chôn cất xong xuôi hai vị tiền bối, lại cất bước giang hồ.
Trên đường hành tẩu Dương Quá đi đến Lục Gia Trang cải trang thành ăn mày Cái Bang để tham dự Đại hội Anh Hùng. Đại hội xuất hiện nhóm khách không mời mà đến: Kim Luân Pháp Vuơng - quốc sư Mông Cổ, có công lực thậm chí nhỉnh hơn Quách Tĩnh. Kim Luân Pháp Vương dẫn theo hai đệ tử là Đạt Nhĩ Ba và Hoắc Đô đến để tranh giành chức Võ Lâm Minh Chủ. Hai bên quy định ai thắng hai trên ba trận sẽ làm minh chủ võ lâm. Mặc dù Hoàng Dung đã tính toán kỹ để thắng 2 hiệp, song, ở hiệp 1 Hoắc Đô bại trận liền giở trò lén phóng ám khí, Chu Tử Liễu trúng độc. Bên Kim Luân pháp vương thắng hiệp 1.

### Dương Quá gặp lại Tiểu Long Nữ và sóng gió giang hồ
Bất ngờ Tiểu Long Nữ xuất hiện. Trước sự chứng kiến của anh hùng thiên hạ Dương Quá và Tiểu Long Nữ coi như ở chỗ không người, họ trò chuyện và kể cho nhau nghe những ngày tháng xa nhau.  Thật ra Dương Quá cũng yêu luôn Tiểu Long Nữ sau một thời gian xa nhau.
Trử Đông Sơn ra đánh cùng Đạt Nhĩ Ba ở hiệp thứ hai. Ngự Tuyết Ẩn và Đạt Nhĩ Ba lúc này đang đến hồi gay cấn. Cả hai người đều thầm khen ngợi đối thủ của mình. Đột nhiên hai người dùng cây thiết tương và cây kim chử chém mạnh vào nhau, cây thiết tương của Điếm Thương Ngư Ẩn bị huyền trượng của Đạt Nhĩ Ba đánh gãy văng trúng Tiểu Long Nữ. Tuy mảnh vỡ chỉ chạm nhẹ vào ngón chân cái của nàng, nhưng Tiểu Long Nữ trong lòng Dương Quá luôn là tối thượng. Dương Quá nổi giận đùng đùng và đòi tham chiến. Dương Quá đòi hủy hiệp đấu ban đầu, và phe Kim Luân sẽ tái đấu với một mình chàng.
Chàng đánh bại Hoắc Đô một cách dễ dàng, sau khi thắng lại lén phóng ám khí hạ độc Hoắc Đô (nhưng độc tính nhẹ, không gây nguy hiểm). Hiệp tiếp đó, thay vì giao chiến chàng đùa cợt với Đạt Nhĩ Ba. Đạt Nhĩ Ba tính tình thật thà, thấy Dương Quá võ công tài giỏi lại biết nói tiếng Mông Cổ (kì thực chỉ là nhại lại) thì lầm tưởng là đại sư huynh đã mất của hắn nên không dám đấu hết sức. Hai người giằng có hồi lâu, cuối cùng Dương Quá dùng "Di hồn đại pháp", một tuyệt kĩ trong Cửu Âm chân kinh, làm bất tỉnh Đạt Nhĩ Ba. Dương Quá đòi đoạt chức võ lâm minh chủ vì chàng đã thắng liên tiếp 2 hiệp.
Kim Luân pháp vương rất tức giận, nhảy vào tham chiến với sư phụ của Dương Quá là Tiểu Long Nữ. Tiểu Long Nữ đánh không lại, Dương Quá lấy cây thiết tương đánh gãy một chiếc luân của Kim Luân, giải cứu cho nàng. Nhóm Kim Luân định xông lên đánh hội đồng thì bị Quách Tĩnh tung ra Giáng Long chưởng đánh lui, khiến Kim Luân trọng thương, đành căm hận bỏ đi. Sau khi đánh đuổi Kim Luân, đại hội anh hùng mời lại Dương Quá và Tiểu Long Nữ để trao trách nhiệm võ lâm minh chủ. Tại đây Quách Tĩnh đã ngỏ lời muốn gả con gái mình là Quách Phù cho Dương Quá nhưng Dương Quá từ chối vì trong lòng Dương Quá đã có Tiểu Long Nữ. Quách Tĩnh nóng giận trước lời nói của Dương Quá rằng đã yêu sư phụ của mình nên đuổi Dương Quá đi.

Vì sĩ diện, Quách Phù liền đi tìm Dương Quá để hỏi rõ chuyện Dương Quá từ chối hôn sự, nhưng dọc đường lại bị Kim Luân Pháp Vương bắt đi. Hoàng Dung sau khi biết con gái mình đi tìm Dương Quá liền đi tìm con nhưng chỉ gặp được Dương Quá đang ăn chiều cùng với nàng Long Nữ tại một quán rượu. Pháp Vương ập đến định bắt cả Hoàng Dung, liền được Dương Quá ra tay ngăn chặn. Dương Quá và Tiểu Long Nữ song kiếm hợp bích đánh đuổi được Kim Luân Pháp Vương, đòi được thuốc giải cho Chu Tử Liễu và đổi lại cũng cấp cho Hoắc Đô thuốc giải nọc ong.
Hoàng Dung với hai anh em họ Võ, Quách Phù và cặp đôi Dương Quá vào quán trọ nghỉ chân một đêm. Tại đây, Hoàng Dung nói với Tiểu Long Nữ rằng nếu yêu nhau sẽ gây tiếng xấu cho cả hai. Hơn nữa, bà còn cho rằng Dương Quá sau khi ở Cổ Mộ một thời gian sẽ nhớ tới thế giới bên ngoài.
Sau khi Tiểu Long Nữ bỏ đi, Dương Quá lại chạy khắp nơi đi tìm. Vô tình Kim Luân biết địch thủ lớn nhất là Tiểu Long Nữ - Dương Quá đã tách nhóm, lão thừa dịp truy bắt bằng được Hoàng Dung. Dương Quá một lần nữa lại phải đến tiếp viện cho cả nhóm, nhưng thiếu Tiểu Long Nữ thì chàng vốn không thể địch lại Kim Luân. Trong tình thế cấp bách, Hoàng Dung chính thức truyền thụ những kiến thức còn lại của Đả Cẩu Bổng Pháp - bao gồm khẩu quyết và tâm pháp, để Dương Quá có thể chống trả. Kim Luân ép cả nhóm đến một bãi đá vôi, cả 2 bên đánh nhau kịch liệt và bị thương. Trong lúc khốn cùng, một cô gái giấu mặt sử dụng Đàn Chỉ Thần Công tập kích Kim Luân, giải thoát cho cả nhóm.

Dương Quá vẫn chưa chết, chàng gặp lại được Trình Anh và Lục Vô Song, và trong lúc dưỡng thương chưa khỏi thì bất đắc dĩ phải tương trợ cho 2 cô gái khi bị Lý Mạc Sầu truy sát. Ở đây, Dương Quá có cơ duyên gặp Đông Tà Hoàng Dược Sư, thường dắt theo sư điệt của ông, là một cô nương khờ tên Khúc Cô. Ông rất khoái tính tình cổ quái, hào sảng của Dương Quá và kết giao bằng hữu với chàng, mặc dù về vai vế ông là sư tổ của cha chàng. Ông truyền thụ cho chàng 2 môn Đàn Chỉ Thần Công và Ngọc Tiêu Kiếm Pháp để có đủ bản lĩnh đối phó với Lý Mạc Sầu. 
Mặc dù ngốc nghếch nhưng bản lĩnh của cô lại mạnh mẽ đến mức có thể đánh lui được Lý Mạc Sầu (bằng Phách Không Chưởng và Bích Ba - 2 môn công phu căn bản của Đào Hoa). Lý Mạc Sầu giở quẻ hạ độc thủ để vô hiệu hóa cô ngốc. Trong lúc cấp bách, Dương Quá nghĩ ra cách rèn chiếc kéo dài để cắt phất trần - vũ khí mà Lý Mạc Sầu thường sử dụng. Người thợ rèn được thuê vô tình lại là Phùng Mạc Phong - một trong các đồ đệ của Hoàng Dược Sư. Phùng Mạc Phong đã dùng công cụ trong lò rèn chống trả, đánh lui và thậm chí còn đốt áo của Lý Mạc Sầu khiến ả ôm nhục bỏ đi.
Dương Quá đã dùng ngoại hình giống hệt cha mình để ép cô ngốc nói ra hung thủ giết cha. Điều này khiến chàng hiểu lầm tai hại về Quách Tĩnh và Hoàng Dung, chấp niệm rằng họ là hung thủ sát hại cha mình.

### Gặp Lại Tiểu Long Nữ
Dương Quá đã gặp Chu Bá Thông tại trại của quân Mông Cổ. Dương Quá đi theo Chu Bá Thông (lúc đó đã bị một đám người bắt, chính là con gái của Công Tôn Chỉ) và đến được Tuyệt Tình Cốc. Tình cờ lang thang trong vườn hoa Tình, Dương Quá đã gặp được Tiểu Long Nữ (Khi đó Tiểu Long Nữ sắp cưới Công Tôn Chỉ).
Khi luyện công bị thương, Tiểu Long Nữ đã được Công Tôn Chỉ cứu và đưa về Tuyệt Tình Cốc. Công Tôn Chỉ là cốc chủ của Tuyệt Tình Cốc, là con người bề ngoài thanh lịch nhưng trong lòng độc ác và chứa đầy mưu tính. Tiểu Long Nữ vì quá thương nhớ Dương Quá nên đã mắc kế của Công Tôn Chỉ mà nhận lời lấy hắn.
Tiểu Long Nữ gặp lại Dương Quá đã nhận ra tình cảm của mình nên từ chối làm vợ của Công Tôn Chỉ làm ông ta tức giận và luôn làm khó Dương Quá, ngặt nỗi con gái của Công Tôn Chỉ (là Công Tôn Lục Ngạc) lại rất yêu Dương Quá.  Công Tôn Chỉ cho rằng con gái mình có ý đồ bất chính nên đã vu  Lục Ngạc tội làm phản và hất cô xuống giếng. Bị Công Tôn Chỉ tra tấn bằng độc hoa tình. Dương Quá rớt xuống 1 chiếc giếng và gặp được Cầu Thiên Xích là vợ của Công Tôn Chỉ và là em gái của Thiết Chưởng Thủy Thượng Phiêu Cầu Thiên Nhẫn, cùng với Lục Ngạc cũng đang gặp nạn ở đây.
Sau khi cứu Cầu Thiên Xích, Dương Quá được Cầu Thiên Xích gả con gái nhưng đã từ chối, vì vậy bà ta ra yêu sách muốn có thuốc giải phải lấy đầu của hai vợ chồng Quách Tĩnh và Hoàng Dung để trả thù cho đại ca Cầu Thiên Trượng của bà ta. Dương Quá cùng Tiểu Long Nữ về Tương Dương làm một công đôi việc: "báo thù" và đồng thời đổi chác lấy thuốc giải của Cầu Thiên Xích. Nhiều lần có cơ hội, nhưng Dương Quá nhận ra Quách Tĩnh là vị anh hùng chính trực, vì nước vì dân nên chàng đã xả thân cứu Quách Tĩnh khỏi quân Mông Cổ.

Sau khi về Tương Dương dưỡng thương, chàng một lần nữa dính vào rắc rối của anh em họ Võ, đành phải ba hoa nhiều chuyện để 2 anh em họ ngừng tương tàn. Cuộc nói chuyện này vô tình làm Tiểu Long Nữ nghe thấy, hiểu lầm và một lần nữa bỏ đi. Lúc này Hoàng Dung đã sinh được cặp song sinh một nam một nữ. Lý Mạc Sầu tưởng đây là con của Dương Quá - Long Nữ nên đã bắt bé gái là Quách Tương làm con tin, hòng đòi Tiểu Long Nữ giao ra bí kíp Ngọc Nữ Tâm Kinh. Nhưng trong lúc dưỡng thương chàng lại cự cãi với Quách Phù nên bị Phù chặt mất cánh tay phải. Chàng lang thang trong rừng hoang, được con thần điêu cứu và giúp trị thương, sau đó dẫn đến nơi ở của Độc Cô Cầu Bại. Ở đây Dương Quá tìm được thanh Huyền Thiết Trọng Kiếm và học được võ công của Độc Cô Cầu Bại. Kiếm pháp của chàng trở nên lạnh lùng và có uy lực ghê gớm. 
Hoàng Dung biết Quách Tĩnh rất tức giận chuyện Quách Phù phạm tội nên dẫn Quách Phù đi về đảo Đào Hoa tìm đại sư phụ Kha Trấn Ác nhờ che chở (vì Quách Tĩnh rất vâng lời ông). Dọc đường đi, Hoàng Dung tiện tay đánh bại Lý Mạc Sầu rồi đoạt lại con gái, tuy nhiên Dương Quá ở gần đó đã lén bắt được Quách Tương trước khi Hoàng Dung đón được.
Để trút giận nỗi đau bị chặt đứt cánh tay, Dương Quá đã cướp bé Quách Tương trốn đi, dằn mặt Quách Phù nhưng chưa hả giận. Chàng bồng đứa bé trở về núi Chung Nam để mong gặp lại Tiểu Long Nữ ở đó. Tình cờ, Tiểu Long Nữ biết được mình bị đạo sĩ Chí Bình làm nhục thì đã theo lên núi Chung Nam để trả thù. Lúc đó Toàn Chân Giáo đang bị quân Mông Cổ khống chế và Triệu Chí Kính làm tay sai, Chí Bình phải đến cung Trùng Dương lật bằng được tên họ Triệu.

Tiểu Long Nữ bám theo Chí Bình và đã đánh nhau kịch liệt với nhóm đạo sĩ dưới trướng Triệu Chí Kính. Nàng sử dụng thuần thục song thủ kiếm pháp đánh bại các đạo sĩ, nhưng vẫn bị Kim Luân Pháp Vương đả thương. Đúng lúc Dương Quá vừa lên đến nơi. Tức giận, Dương Quá đã đánh bẹp Kim Luân Pháp Vương và trừng trị đám người Mông Cổ, nhưng Hoắc Đô đã kịp chạy thoát. Chàng cùng Tiểu Long Nữ bái đường thành thân ngay trong hậu điện cung Trùng Dương, mặc cho các tôn sư Toàn Chân Giáo phản đối. 
Sẵn tính tình cổ quái của mình, Dương Quá nghe Đạt Nhĩ Ba van xin tha mạng cho sư phụ, chàng lại dễ dàng thả nhóm tàn quân của Kim Luân đi. Tuy nhiên, chàng có một cam kết khác yêu cầu Đạt Nhĩ Ba phải trừng trị Hoắc Đô.
Sau đó đưa nàng cùng Quách Tương vào Cổ Mộ dưỡng thương trong một cỗ quan tài. Những tưởng khi đó sẽ chữa được nội thương của Tiểu Long Nữ, nhưng không ngờ lại bị Quách Phù phóng kim độc vào khe cửa (vì tưởng là Lý Mạc Sầu). Ngay cả Đoàn Trí Hưng (cao thủ nhất dương chỉ, lúc này đã xuất gia và mang pháp hiệu là Nhất Đăng) cũng không cứu nổi. Thân mang trọng bệnh, hai vợ chồng Dương Quá - Tiểu Long Nữ trở về Tuyệt Tình Cốc. Tại Tuyệt tình Cốc, Tiểu Long Nữ chấp nhận cái chết để lấy được thuốc giải đôc hoa tình cho Dương Quá. Công Tôn Chỉ bị Cầu Thiên Xích dùng mưu lừa làm cả hai cùng rơi xuống hốc đá mà chết. Lý Mạc Sầu biết mình hết hy vọng giải độc, lại biết thêm nhiều bí mật về mối tình trước đây, rằng ả đã quá si tình mà làm nhiều điều độc ác nhưng vô dụng. Ả đuổi theo bóng dáng của người yêu rồi nhảy vào đám lửa.
Dương Quá không chịu uống thuốc giải độc hoa Tình, muốn cùng Tiểu Long Nữ nguyện sống chết có nhau. Tiểu Long Nữ vì biết mình khó qua khỏi, không muốn Dương Quá vì quá thương tiếc nên đã nhảy xuống vực sâu tự vẫn. Hoàng Dung phải bịa chuyện "Nam Hải thần ni" đưa Tiểu Long Nữ đi chữa trị và truyền thụ võ công để Dương Quá không quá đau lòng mà tự sát.

### Trùng phùng cùng Tiểu Long Nữ
Mười sáu năm sau, Dương Quá giờ đây đã trở thành cao thủ võ lâm, chuyên đi hành hiệp trượng nghĩa cứu giúp giang hồ. Mọi người thường gọi chàng là Thần điêu đại hiệp vì thấy chàng luôn đi bên cạnh một con chim điêu to lớn, luôn đeo mặt nạ khi hành tẩu. Dương Quá cũng gặp lại Quách Tương ở bến Phong Lăng giờ đây đã là một thiếu nữ 16 tuổi. Thấy Quách Tương còn nhỏ, tính nết hào sảng khác xa Quách Phù, rất dễ mến, muốn bảo vệ cho Quách Tương. Chàng đưa cho Quách Tương ba mũi kim châm, tượng trưng cho ba điều ước mà Dương Quá ban cho nàng.
Tuy nhiên, cũng sau 16 năm, Kim Luân Pháp vương luyện thành tầng thứ 10 của bộ Long Tượng Ban Nhược Công bí truyền xứ Mật Tông - Tây Tạng. Lão không còn quan tâm chuyện đánh bại Quách Tĩnh như trước, mà chuyển đối tượng sang Dương Quá để phục thù nỗi nhục 16 năm trước ở cung Trùng Dương. Ngoài ra, lão cũng rất hy vọng có truyền nhân kế thừa pho công phu Long Tượng Ban Nhược Công. 
Đến ngày sinh nhật của Quách Tương, Dương Quá mời các cao thủ võ lâm đi đánh bọn Mông Cổ, cũng là mừng Quách Tương ba món quà sinh nhật. Một món quà là hơn hai nghìn cái tai người của quân Mông Cổ, một món quà là pháo hoa làm tín hiệu đốt cháy kho lương của giặc, món quà cuối cùng là mượn tay Đạt Nhĩ Ba trừng trị Hoắc Đô, vạch trần âm mưu lật đổ Cái Bang của Hoắc Đô, trả thù cho bang chủ Lỗ Hữu Cước.
Trên đường qua phủ Gia Hưng, Dương Quá tình cờ bắt gặp 4 người Sa Thông Thiên, Hầu Thông Hải, Bành Liên Hổ và Linh Trí Thượng Nhân đang vây công Kha Trấn Ác. Dương Quá cứu được họ Kha, 4 tên kia khi thấy Dương Quá giống cha là Dương Khang quá thì sợ hãi, để lộ bí mật ngày xưa về cái chết của Dương Khang. Chính y vì muốn giết Hoàng Dung nên trúng độc mà chết. Dương Quá ban đầu không tin, nhưng khi tìm được bia mộ của cha được Khưu Xứ Cơ lập trong miếu Vương Thiết Thương thì chàng đành chấp nhận sự thật: Dương Khang là kẻ đã bán nước, sát hại nhiều người bao gồm 5 vị sư phụ của Quách Tĩnh, cũng như hiểu được sự đề phòng của Kha Trấn Ác và Hoàng Dung đối với mình lúc nhỏ. Dương Quá phá bia mộ đi, lập lại bia mộ mới cho cha, tội lỗi của Dương Khang đến đây xem như được che mờ đi bởi chiến công của con trai.
Dương Quá sau khi làm xong đại sự, liền trở về Tuyệt Tình cốc chờ Tiểu Long Nữ. Đến kì hạn 16 năm, không thấy bóng dáng Tiểu Long Nữ, chàng liền nhảy xuống Đoạn Trường Nhai tự vẫn. Tình cờ thay ở dưới đáy Tuyệt Tình cốc là đầm nước, có một sơn động mà Tiểu Long Nữ đã sống ở đó 16 năm. Dương Quá gặp lại Tiểu Long Nữ, hai người leo lên và trở về thành Tương Dương.
Kim Luân Pháp vương theo chân Quách Tương đến Đoạn Trường Nhai nhưng không tìm được Dương Quá. Nhưng các cao thủ Hoàng Dược Sư, Đoàn Trí Hưng, Hoàng Dung, Chu Bá Thông xuất hiện vây đánh, trói vào gốc đá. Gã dụ dỗ Quách Tương cởi trói rồi bắt cóc cô. Gã biểu diễn võ công rất đẹp mắt, nhất quyết đòi truyền võ nghệ cho Quách Tương nhưng cô không chấp nhận giặc xâm lược nên từ chối.
Dưới chỉ đạo từ Đại Hãn Mông Kha, và cũng tránh phải giao đấu với Quách Tĩnh, Kim Luân sử dụng Quách Tương làm con tin ép Quách Tĩnh đầu hàng. Tại thành Tương Dương, Dương Quá cùng Tiểu Long Nữ xuất hiện cùng mọi người hăng hái chống giặc, xả thân vì nước. Riêng Dương Quá lập được đại công cứu sống Quách Tương, phi đá tiêu diệt Đại Hãn Mông Kha của Mông Cổ. Kim Luân Pháp Vương bị đài cao đè xuống và chết trong đám lửa.
Trên đỉnh Hoa Sơn, Dương Quá cùng mọi người về thăm mộ Bắc Cái, Tây Độc. Cuộc Hoa Sơn Luận Kiếm lần 3 diễn ra tại đây không thông qua tỉ thí mà tự luận về hiểu biết võ hiệp của nhau. Trên cơ sở kế thừa 3 vị trí cũ, họ lập ra "Ngũ Tuyệt" mới là Đông Tà, Tây Cuồng, Nam Tăng, Bắc Hiệp và Trung Ngoan Đồng. Tại đây họ cũng gặp nhà sư Giác Viễn và Trương Tam Phong (lúc đó chỉ mới 14 tuổi) cùng với bộ Cửu dương chân kinh, mở ra bộ tiểu thuyết cuối cùng trong Xạ điêu tam bộ khúc.

## Đoạn kết
Truyện Thần điêu hiệp lữ đã được tác giả chỉnh sửa nhiều lần với đoạn kết thay đổi rất nhiều so với ban đầu. Tuy nhiên, trong một lần trả lời phỏng vấn, Kim Dung thừa nhận đây vẫn là tác phẩm ông không hài lòng nhất. Cho đến nay đoạn kết của truyện Thần điêu hiệp lữ vẫn còn gây không ít tranh cãi.

### Đoạn kết ban đầu
Khi lần đầu được đăng từng kỳ trên tờ Minh Báo, Kim Dung kể Tiểu Long Nữ đã chết sau khi nhảy xuống vực tự vẫn để Dương Quá yên tâm giải độc hoa tình và sống tiếp. Về phần Dương Quá, sau 16 năm, tuy vẫn không quên được Tiểu Long Nữ, nhưng đã gặp và nên duyên với Quách Tương.
Đây là đoạn kết ban đầu mà Kim Dung muốn kể, nên nhiều tình tiết đã được xây dựng để xoay quanh và dẫn dắt đến đoạn kết này. Ngoài ra, có thể nói đoạn kết này mang dấu ấn bối cảnh xung đột văn hóa Đông-Tây trong xã hội Trung Quốc giai đoạn những năm 1960s. Trong đó, mối tình tự do sư phụ-đệ tử giữa Tiểu Long Nữ và Dương Quá bị coi là vi phạm luân thường đạo lý và bị "trừng phạt" bằng số phận bi kịch. Đoạn kết này về sau không còn được nhắc đến nhiều nữa, nên không biết chắc ý đồ của Kim Dung là trực tiếp đả kích văn hóa tự do, hay là qua bi kịch để đặt dấu hỏi với văn hóa bảo thủ.
Tuy nhiên, ngay sau khi xuất bản, số phận quá bi thảm của Tiểu Long Nữ trong đoạn kết này đã gây phẫn nộ trong lòng độc giả đương thời. Họ đã kịch liệt phản đối Kim Dung và tòa soạn Minh Báo.

### Đoạn kết hiện tại
Để xoa dịu độc giả, Kim Dung đã sửa lại đoạn kết chính thức hiện tại như đã nói ở trên. Tiểu Long Nữ sau khi nhảy xuống vực tự vẫn đã may mắn sống sót. Dương Quá chờ đợi 16 năm nhưng không gặp được Tiểu Long Nữ nên đã nhảy xuống vực tự vẫn theo. Tại đáy vực, cả hai may mắn gặp lại nhau và có một cái kết có hậu.
Tuy nhiên, vì truyện được sửa nửa chừng, chỉ có đoạn kết là thay đổi, nên nhiều tình tiết trở nên mâu thuẫn và dư thừa. Ví dụ như không có lời giải thích thỏa đáng về cách trị độc của Tiểu Long Nữ, mạch truyện trở nên gượng ép để Dương Quá và Tiểu Long Nữ gặp lại nhau, và sự xuất hiện dường như là dư thừa của nhân vật Quách Tương.
Ngoài ra, điều này dẫn đến sự xuất hiện của nhiều thuyết âm mưu khai thác các kẽ hở trong truyện.

### Đoạn kết theo thuyết âm mưu
Một thuyết âm mưu phổ biến đã khai thác kẽ hở về việc trị độc của Tiểu Long Nữ. Theo đó, Tiểu Long Nữ đã không trị được hết độc mà chỉ kéo dài sự sống được một thời gian. Trong thời gian này, nàng đã sinh con do đã mang thai trong lần bị làm nhục trước đó ở chân núi Chung Nam. Sau đó, nàng thực sự đã chết, còn người gặp lại Dương Quá là con gái của Tiểu Long Nữ và Doãn Chí Bình.
Một số tình tiết phù hợp với đoạn kết này bao gồm dấu hiệu Tiểu Long Nữ đã mang thai như buồn nôn khi ở Tuyệt Tình Cốc, tránh né được lời giải thích cho cách trị độc của Tiểu Long Nữ, và việc nhan sắc Tiểu Long Nữ không thay đổi sau 16 năm. Tuy nhiên, có các mâu thuẫn phủ nhận thuyết âm mưu này, bao gồm sự gượng ép của tình tiết trì hoãn chất độc vừa đủ lâu để sinh con và dạy mọi thứ nhưng không ngắn hơn cũng không dài hơn, sự vô lý của việc không ai, bao gồm cả Dương Quá, nhận ra sự khác biệt của người con gái và Tiểu Long Nữ, ngoài ra người con gái theo giả sử chỉ khoảng 15 tuổi nên rất khiên cưỡng khi cho rằng không thể phân biệt với Tiểu Long Nữ.
Có thể khẳng định đoạn kết theo thuyết âm mưu này không có thật. Các tình tiết phù hợp với đoạn kết này chỉ là các kẽ hở còn sót lại do Kim Dung buộc phải sửa cốt truyện cũ giữa chừng.

### Đoạn kết thực chưa được kể
Cho đến nay, truyện Thần điêu hiệp lữ vẫn còn thiếu một đoạn kết hợp lý để giải thích hết mọi mâu thuẫn và kẽ hở. Điều này có lẽ là lý do Kim Dung cho rằng đây là tác phẩm ông không hài lòng nhất.
Các manh mối và kẽ hở trong truyện có thể được giải thích bằng một đoạn kết chưa được kể như sau. Tiểu Long Nữ thực sự đã mang thai sau lần bị làm nhục ở chân núi Chung Nam. Sau đó, nàng bị nội thương và trúng độc khó qua khỏi rồi quyết định nhảy xuống vực tự vẫn để Dương Quá có cơ hội sống tiếp. Tuy nhiên, điều kì diệu là khi nhảy xuống vực, nàng không chết mà đã bị sảy thai. Lúc này, chất độc trên người nàng đã theo bào thai ra ngoài, nên Tiểu Long Nữ đã được trị độc bởi chính bào thai.
Tiểu Long Nữ có số phận bi thảm, từ một cô gái trong sáng ngây thơ, bị làm nhục và mang thai ở chân núi Chung Nam, bị nội thương và trúng độc khó qua khỏi, rồi nhảy xuống vực tự vẫn để người mình yêu được sống tiếp. Nhưng chính lúc nhảy xuống vực, nàng đã được trị độc và cứu sống bởi bào thai từ sự cố trước đó, trong cái chết lại tìm thấy khởi đầu của sự cứu rỗi. Cuối cùng Tiểu Long Nữ được trùng phùng cùng Dương Quá, một người đã mất sự trong trắng, một người đã mất một cánh tay, trở thành cặp đôi hạnh phúc nhất trong các truyện của Kim Dung. Có thể nói đây là sự xâu chuỗi kì diệu của các tình tiết ngẫu nhiên, nhưng chính Kim Dung cũng không dám kể đoạn kết này.

## Nhân vật

### Nhân vật chính
- Dương Quá: Thần điêu hiệp lữ - ngoài ra ở đỉnh Hoa Sơn - Kế thừa nghĩa phụ Tây Độc Thiên hạ ngũ tuyệt, Dương Quá còn có ngoại hiệu Tây Cuồng.
- Tiểu Long Nữ: Là sư phụ dạy võ công cho Dương Quá, nhưng về sau trở thành thê tử.
- Quách Tĩnh: Cùng quân tướng, quan dân trấn giữ Tương Dương chống lại giặc Nguyên và là chồng của Hoàng Dung, là nhân vật chính trong bộ Anh hùng xạ điêu đồng thời còn là Bắc Hiệp ngang cùng Tây Cuồng, Nam Tăng, Đông Tà, Trung Ngoan Đồng.
- Hoàng Dung: bang chủ Cái bang và là thê tử của Quách Tĩnh, ái nữ duy nhất của Đông Tà Hoàng Dược Sư- một trong Thiên hạ ngũ tuyệt
- Quách Phù: Đại nữ tử của Hoàng Dung và Quách Tĩnh, tính tình ích kỷ, ương ngạnh, hành sự lỗ mãng, lời lẽ hống hách.
- Quách Tương: Tiểu nữ tử của Quách Tĩnh, Hoàng Dung, tính tình hào sảng, phóng khoáng, hành sự cẩn túc, phong thái đĩnh đạc thông minh. Sau này là Chưởng môn nhân sáng lập Nga Mi phái.

### Nhân vật phụ
- Kim Luân Pháp Vương, đệ nhất quốc sư của Mông Cổ.
- Hoắc Đô, vương tử người Mông Cổ, đệ tử thứ hai của Kim Luân Pháp Vương, sau này bị đuổi vì phản thầy và bị vạch mặt trong đại hội chọn bang chủ mới của Cái bang
- Âu Dương Phong, cha nuôi của Dương Quá.
- Lý Mạc Sầu, tính tình độc ác, nhưng lại nuôi nấng và bảo vệ Quách Tương lúc sơ sinh, còn là sư tỉ của Tiểu Long Nữ, theo vai vế là sư bá của Dương Quá.
- Cầu Thiên Xích, vợ của Công Tôn Chỉ
- Công Tôn Lục Ngạc, con của Công Tôn Chỉ và Cầu Thiên Xích
- Lão Ngoan đồng Chu Bá Thông, sau luận kiếm lần 3, ngoại hiệu của ông là Trung Ngoan Đồng.
- Anh Cô: vương phi Đại Lý,
- Độc Cô Cầu Bại: một nhân vật ẩn trong các bộ truyện của Kim Dung, có võ công cái thế, chống kiếm đi khắp thiên hạ để tìm người có thể đánh thắng mình:"Tung hoành giang hồ hơn ba chục năm, giết sạch cừu khấu, đánh bại mọi anh hùng, thiên hạ không có đối thủ, chẳng còn cách nào khác, đành ẩn cư thâm cốc làm bạn với chim điêu. Ô hô, bình sinh chỉ mong có một địch thủ mà không được, thật đáng buồn!"

Sau này Độc cô Cầu bại còn xuất hiện trong bộ truyện Tiếu ngạo giang hồ, truyền lại cho đời Độc cô cửu kiếm lừng danh

## Bài thơ tình của Lý Mạc Sầu trong tiểu thuyết
Lý Mạc Sầu luôn xuất hiện một cách rất đặc biệt, chưa thấy người đã nghe tiếng hát, với câu hỏi đã làm loài người trăn trở tự nghìn xưa: "Hỏi thế gian, ái Tình là chi? Mà đôi lứa hẹn thề sống chết". Thực ra, đây là câu trích trong bài "Mô ngư nhi - Nhạn khâu" (迈陂塘) của Nguyên Hiếu Vấn - (元好问, Trung Quốc) khi đi chơi qua sông Phần, gặp một con nhạn yếu sức rơi xuống chết bên đường. Ông đắp cho con nhạn một nấm mộ; năm sau đi qua chốn cũ, nhớ lại chuyện xưa, làm bài từ này:

Vấn thế gian,

Tình thị hà vật?

Trực giao sinh tử tương hứa.

Thiên Nam địa Bắc song phi khách.

Lão sí kỷ hồi hàn thử

Hoan lạc thú, ly biệt khổ

Tựu trung cánh hữu si nhi nữ

Quân ưng hữu ngữ

Diểu vạn lý tằng vân

Thiên sơn mộ tuyết

Chích ảnh hướng thùy khứ.— Nguyên Hiếu Vấn

## Chuyển thể

### Phim truyền hình
| Năm                           | 1976                        | 1983                          | 1984                                 | 1995               | 1998                              | 1998                                          | 2006                          | 2014                             | 2019                            |
| ----------------------------- | --------------------------- | ----------------------------- | ------------------------------------ | ------------------ | --------------------------------- | --------------------------------------------- | ----------------------------- | -------------------------------- | ------------------------------- |
| Tên                           | 1976                        | Thần điêu đại hiệp            | 1984                                 | Thần điêu đại hiệp | 1998                              | Thần điêu đại hiệp                            | Thần điêu đại hiệp            | Thần điêu đại hiệp               | 2019                            |
| Đài truyền hình               | CTV (HK)                    | TVB                           | CTV                                  | TVB                | Mediacorp                         | TTV                                           | Từ Văn ảnh thị                | Cathaymedia                      | Tencent                         |
| Quốc gia                      | Hồng Kông                   | Hồng Kông                     | Đài Loan                             | Hồng Kông          | Singapore                         | Đài Loan                                      | Trung Quốc đại lục            | Trung Quốc đại lục               | Trung Quốc đại lục              |
| Số tập                        | 59                          | 50                            | 17                                   | 32                 | 40                                | 47                                            | 41                            | 52                               | 50                              |
| Đạo diễn                      |                             |                               |                                      |                    |                                   |                                               |                               |                                  |                                 |
| Biên kịch                     |                             |                               |                                      |                    |                                   |                                               |                               |                                  |                                 |
| Giám chế                      | Tiểu Vũ                     | Tiểu Vũ                       | Châu Du                              | Lý Chiêm Thắng     | Âu Ngọc Thịnh, Mã Ngọc Huy        | Dương Bội Bội                                 | Trương Kỷ Trung               | Vu Chính                         | Đàm Quân Bình                   |
| Vai diễn                      | Diễn viên                   | Diễn viên                     | Diễn viên                            | Diễn viên          | Diễn viên                         | Diễn viên                                     | Diễn viên                     | Diễn viên                        | Diễn viên                       |
| Dương Quá                     | La Lạc Lâm (Từ Gia Lâm)     | Lưu Đức Hoa (Phùng Chí Phong) | Mạnh Phi (Quách Thiết Nhân)          | Cổ Thiên Lạc       | Lý Minh Thuận                     | Nhậm Hiền Tề                                  | Huỳnh Hiểu Minh (Tạ Quân Sam) | Trần Hiểu (Ngô Lỗi)              | Đồng Mộng Thực (Lư Triển Tường) |
| Tiểu Long Nữ                  | Lý Tống Minh                | Trần Ngọc Liên                | Phan Nghinh Tử                       | Lý Nhược Đồng      | Phạm Văn Phương                   | Ngô Thanh Liên                                | Lưu Diệc Phi                  | Trần Nghiên Hy (Trương Tử Mộc)   | Mao Hiểu Tuệ                    |
| Quách Tĩnh                    | Bạch Bưu                    | Lương Gia Nhân                | Hướng Vân Bằng/Trương Hán Bách       | Bạch Bưu           | Chu Hậu Nhân                      | Tôn Hưng                                      | Vương Lạc Dũng                | Trịnh Quốc Lâm                   | Thiệu Binh                      |
| Hoàng Dung                    | Mễ Tuyết                    | Âu Dương Bội San              | Thẩm Hải Dung                        | Ngụy Thu Hoa       | Hà Vịnh Phương                    | Hạ Văn Tịch (Lồng tiếng: Lý Ánh Thục)         | Khổng Lâm                     | Dương Minh Na                    | Cung Bội Bật                    |
| Quách Phù                     | Lâm Xảo Nhi                 | Liêu An Lệ                    | Lâm Linh (Ngô Vũ Khiết)              | Phó Minh Hiến      | Trần Tú Lệ (Hà Tư Hiền)           | Quý Cần                                       | Trần Tử Hàm (Trần An Ni)      | Mao Hiểu Đồng (Tưởng Y Y)        | Đồ Băng                         |
| Quách Tương                   | Lâm Hân Hân                 | Huỳnh Mạn Ngưng               | Ứng Hiểu Vy                          | Lý Ỷ Hồng          | Lâm Tương Bình                    | Lục Nguyệt                                    | Dương Mịch                    | Trương Tuyết Nghênh              | Văn Kỳ                          |
| Lý Mạc Sầu                    | Trương Mẫn Đình             | Lữ Hữu Huệ                    | Triệu Thiên Lệ                       | Tuyết Lê           | Phan Linh Linh                    | Trần Hồng (Lồng tiếng: Trần Huệ Khanh)        | Mạnh Quảng Mỹ                 | Trương Hinh Dư                   | Mao Lâm Lâm                     |
| Hoàng Dược Sư                 | Trần Huệ Mẫn                | Tăng Giang                    | Khương Thái Xuyên                    | Lạc Ứng Quân       | Trần Thúc Thành                   | -                                             | Vu Thừa Huệ                   | Lý Minh Thuận                    | Phương Trung Tín                |
| Âu Dương Phong                | Dương Dịch Lâm              | Dương Dịch Lâm                | Lý Chí Kiên                          | Chu Thiết Hòa      | Lưu Khiêm Ích                     | Lý Lập Quần                                   | Trạch Nãi Xã                  | Tông Phong Nham                  | Thân Quân Nghị                  |
| Nhất Đăng Đại Sư              | Chung Chí Cường             | Lưu Triệu Minh                | Sơ Bổn Khoa                          | Lê Hán Trì         | Lương Điền                        | -                                             | Vương Vệ Quốc                 | Quý Thần                         | Thang Trấn Tông                 |
| Hồng Thất Công                | Trần Phi Long               | Lưu Đan                       | Tôn Vinh Cát/Lữ Phú Bảo              | Lưu Đan            | Dương Hoạt                        | Lương Gia Nhân (Lồng tiếng: Thẩm Quang Bình)  | Đại Lực                       | Ấn Tiểu Thiên                    | Lý Thiên Trụ                    |
| Chu Bá Thông                  | Tần Hoàng                   | Tần Hoàng                     | Long Quan Vũ                         | Lê Diệu Tường      | Mạch Hạo Vy                       | -                                             | Triệu Lượng                   | Châu Đức Hoa                     | Liễu Tiểu Hải                   |
| Khưu Xứ Cơ                    | Mạch Thiên Ân               | Hạ Vũ                         | Mao Tĩnh Thuận                       | Quách Đức Tín      | Lý Hải Kiệt                       | Phan Hồng                                     | Trần Kế Minh                  | Thẩm Bảo Bình                    | Lưu Đông Hử                     |
| Doãn Chí Bình (Chân Chí Bình) | Trần Diệu Lâm               | Quảng Tá Huy                  | Triệu Học Hoàng                      | Trần Khải Thái     | Lâm Vĩ Văn                        | Lý Chí Hy                                     | Trình Hạo Phong               | Tống Dương                       | Lưu Thạc                        |
| Triệu Chí Kính                | Tăng Giang                  | Cam Quốc Vệ                   | Đường Phú Hùng                       | Đới Chí Vỹ         | Lương Duy Đông                    | Nhạc Dược Lợi                                 | Lưu Nãi Nghệ                  | Vương Mậu Lôi                    | Thích Vân Bằng                  |
| Kim Luân Pháp Vương           | Trịnh Lỗi                   | Trương Lôi                    | Vương Kỳ Sinh                        | Lưu Gia Huy        | Trịnh Quốc Bình                   | Cao Tiệp (Lồng tiếng: Vương Hy Hoa)           | Ba Âm                         | Hắc Tử                           | Tông Phong Nham                 |
| Hoắc Đô                       | Trương Lực                  | Thang Trấn Nghiệp             | Tống Hiến Hoằng                      | Lỗ Chấn Thuận      | Thẩm Khuynh Diễm                  | Hắc Tử                                        | Cao Hổ                        | Trương Thiên Dương               | Kỳ Hàng                         |
| Công Tôn Chỉ                  | Tào Đạt Hoa                 | Hứa Thiệu Hùng                | Trương Kiệt/Quan Hoành               | Trương Dực         | Hoàng Thế Nam                     | Từ Thiếu Cường (Lồng tiếng: Khang Điện Hoành) | Chung Trấn Đào                | Khưu Tâm Chí                     | Vu Ba                           |
| Cầu Thiên Xích                | Hàn Quốc Tài (Nguỵ Thu Hoa) | La Lan                        | Trần Chí Trân                        | La Lan             | Châu Tú Phượng                    | Diêm Thanh Dư                                 | Lý Minh (Phó Miểu)            | Trương Tây                       | Đào Giao                        |
| Trình Anh                     | Hồ Nhân Nhân                | Vương Ái Minh                 | Lâm Tú Quân                          | Trương Khả Di      | Tống Thanh Thanh (Trần Hiểu Tình) | Châu Yến                                      | Vương Gia (Vương Giai Di)     | Triệu Hàn Anh Tử (Sài Úy)        | Vương Nghệ Phi                  |
| Lục Vô Song                   | Đàm Ân Mỹ                   | Trần Phục Sinh                | Bối Tâm Du (Lưu Hương Quân)          | Giản Bội Quân      | Trần Dục Vân (Trịnh Hân Nhi)      | Lưu Tư                                        | Dương Nhụy                    | Tôn Diệu Kỳ (Hồ Thuận Nhi)       | Triệu Lạc Nhiên                 |
| Công Tôn Lục Ngạc             | Trịnh Du Linh               | Chu Tiểu Bảo                  | Phó Quyên/Thang Huệ Trân             | Tô Ngọc Hoa        | Thẩm Y Linh                       | Đổng Hiểu Yến                                 | Phó Miểu                      | Ổ Tĩnh Tĩnh                      | Lương Bảo Linh                  |
| Võ Đôn Nho                    | Hoàng Tích Quang            | Lý Thọ Giai                   | Tôn Hiểu Uy/Mạnh Gia Đức (Từ Gia Vĩ) | Ngô Gia Huy        | Hoàng Hữu Tường (Vương Thuỵ Hiển) | Cơ Thần Mục                                   | Vương Ninh (Trần Á Luân)      | Trương Siêu (Trương Dật Kiệt)    | Lưu Bạc Nguyên                  |
| Võ Tu Văn                     | Trình Tứ Tuấn               | Mạch Tử Vân                   | Lâm Trí Dương (Tạ Khương Tuấn)       | Lý Gia Cường       | Hoàng Quốc Lương (Lâm Bính Quân)  | Lưu Tiêu                                      | Triệu Cẩm Đào (Diệp Cơ Lạc)   | Hàn Đông Quân (Phương Dương Phi) | Trần Tuyên Minh                 |
| Gia Luật Tề                   | Lương Tiểu Long             | Nhậm Đạt Hoa                  | Chu Lân/Lý An Thuận                  | Chiêm Bỉnh Hy      | Diêu Văn Long                     | Đồ Tùng Nham                                  | Triệu Hồng Phi                | Trương Triết Hạn                 | Vương Thanh                     |
| Gia Luật Yến                  | Trần Ngọc Vy                | Hồ Mỹ Nghi                    | Ngưu Nhan Dung                       | Thái Vân Hà        | Từ Kỳ                             | -                                             | Nhiêu Mẫn                     | Mã Anh Kiều                      | Đồng Tĩnh                       |
| Hoàn Nhan Bình                |                             |                               |                                      |                    |                                   |                                               |                               |                                  |                                 |
| Võ Tam Thông                  |                             |                               |                                      |                    |                                   |                                               |                               |                                  |                                 |
| Chu Tử Liễu                   |                             |                               |                                      |                    |                                   |                                               |                               |                                  |                                 |
| Phùng Mặc Phong               |                             |                               |                                      |                    |                                   |                                               |                               |                                  |                                 |
| Khúc Soạ Cô                   |                             |                               |                                      |                    |                                   |                                               |                               |                                  |                                 |
| Lục Quán Anh                  |                             |                               |                                      |                    |                                   |                                               |                               |                                  |                                 |
| Kha Trấn Ác                   |                             |                               |                                      |                    |                                   |                                               |                               |                                  |                                 |
| Mã Ngọc                       |                             |                               |                                      |                    |                                   |                                               |                               |                                  |                                 |
| Lưu Xứ Huyền                  |                             |                               |                                      |                    |                                   |                                               |                               |                                  |                                 |
| Vương Xứ Nhất                 |                             |                               |                                      |                    |                                   |                                               |                               |                                  |                                 |
| Hác Đại Thông                 |                             |                               |                                      |                    |                                   |                                               |                               |                                  |                                 |
| Tôn Bất Nhị                   | sk                          |                               |                                      |                    |                                   |                                               |                               |                                  |                                 |
| Tôn bà bà                     |                             |                               |                                      |                    |                                   |                                               |                               |                                  |                                 |
| Hồng Lăng Ba                  |                             |                               |                                      |                    |                                   |                                               |                               |                                  |                                 |
| Lưu Anh                       |                             |                               |                                      |                    |                                   |                                               |                               |                                  |                                 |
| Từ Ân Đại Sư                  |                             |                               |                                      |                    |                                   |                                               |                               |                                  |                                 |
| Thiên Trúc thần tăng          |                             |                               |                                      |                    |                                   |                                               |                               |                                  |                                 |
| Võ Tam Nương                  |                             |                               |                                      |                    |                                   |                                               |                               |                                  |                                 |
| Lỗ Hữu Cước                   |                             |                               |                                      |                    |                                   |                                               |                               |                                  |                                 |
| Đạt Nhĩ Ba                    |                             |                               |                                      |                    |                                   |                                               |                               |                                  |                                 |
| Tiêu Tương Tử                 |                             |                               |                                      |                    |                                   |                                               |                               |                                  |                                 |
| Doãn Khắc Tây                 |                             |                               |                                      |                    |                                   |                                               |                               |                                  |                                 |
| Ni Ma Tinh                    |                             |                               |                                      |                    |                                   |                                               |                               |                                  |                                 |
| Mã Quang Tá                   |                             |                               |                                      |                    |                                   |                                               |                               |                                  |                                 |

### Phim điện ảnh
| Năm  | Hãng sản xuất      | Dương Quá        | Tiểu Long Nữ    | Quốc gia   | Thông tin thêm                                                                |
| ---- | ------------------ | ---------------- | --------------- | ---------- | ----------------------------------------------------------------------------- |
| 1960 | Nga My ảnh thị     | Tạ Hiền          | Nam Hồng        | Hồng Kông  | Đạo diễn: Lý Hóa, biên kịch: Chu Khắc, tổng cộng 4 tập                        |
| 1982 | Thiệu Thị huynh đệ | Phó Thanh        |                 | Hồng Kông  | Quách Truy vai Quách Tĩnh, Hoàng Thục Nghi vai Hoàng Dung                     |
| 1983 | Thiệu Thị huynh đệ | Trương Quốc Vinh | Ông Tĩnh Tinh   | Hồng Kông  | Trần Quan Thái vai Quách Tĩnh, Lưu Tuyết Hoa vai Hoàng Dung                   |
| 1991 | Thiên Mạc chế tác  | Lưu Đức Hoa      | Mai Diễm Phương | Hồng Kông  | Đạo diễn: Lê Đại Vĩ, Nguyên Khuê, Biên kịch: Vương Gia Vệ                     |
| 1992 | Thiên Mạc chế tác  | Lưu Đức Hoa      | Quan Chi Lâm    | Hồng Kông  | Đạo diễn: Lê Đại Vĩ, Nguyên Khuê, Biên kịch: Diệp Quảng Kiệm, Trần Kiến Trung |
| 2019 | Lạc Thị ảnh nghiệp | Lưu Hạo Nhiên    | Lâm Duẫn        | Trung Quốc | Từ Khắc là đạo diễn kiêm biên kịch                                            |